# Castelginest
Castelginest település Franciaországban, Haute-Garonne megyében. Lakosainak száma 11 033 fő (2022. január 1.). Castelginest Gratentour, Bruguières, Fonbeauzard, Launaguet, Pechbonnieu, Saint-Alban és Saint-Loup-Cammas községekkel határos.

## Népesség
A település népességének változása:
| Lakosok száma | 1412 | 5349 | 6757 | 8399 | 9691 | 9917 | 10 467 | 10 682 | 10 784 | 11 033 |
|               | 1968 | 1982 | 1990 | 2006 | 2013 | 2015 | 2017   | 2019   | 2020   | 2022   |

## Testvérvárosok
- Ponte di Piave, Olaszország